# 前田篤之助
前田 篤之助（まえだ とくのすけ、1844年（弘化元年7月）- 1914年（大正3年）10月5日）は、明治期の政治家。衆議院議員、広島県会議長。

## 経歴
安芸国沼田郡毛木村（広島県沼田郡毛木村、日浦村、安佐郡 日浦村、安佐町を経て現広島市安佐北区安佐町大字毛木）で生れた。
広島県会議員に選出され、同副議長、同議長を務めた。
1892年（明治25年）2月、第2回衆議院議員総選挙（広島県第3区）で当選し、衆議院議員に1期在任した。

## 国政選挙歴
- 第1回衆議院議員総選挙（広島県第3区、1890年7月、無所属）次点落選[3]
- 第2回衆議院議員総選挙（広島県第3区、1892年2月、中央交渉会）当選[3]
- 第3回衆議院議員総選挙（広島県第3区、1894年3月、無所属）落選[3]